# Moldindconbank
Moldindconbank — комерційний банк в Молдові, один із найбільших в країні. Банк був заснований в 1959 році в Кишиневі.

## Історія
Комерційний банк Moldindconbank є одним із найстаріших і найбільших банків Республіки Молдова. Банк розпочав свою діяльність 1 липня 1959 року як дочірнє підприємство Будбанку СРСР, основними завданнями якого було фінансування будівництва промислових об'єктів, підприємств енергетичного комплексу, транспортних магістралей.
25 жовтня 1991 року згідно з рішенням установчих зборів банк реорганізовано в акціонерний комерційний банк промисловості та будівництва BC «Moldindconbank» S.A.
В 2014 році банк був побічно залучений у банківський скандал із відмиванням російських грошей.